# 神奈川県道709号中井羽根尾線

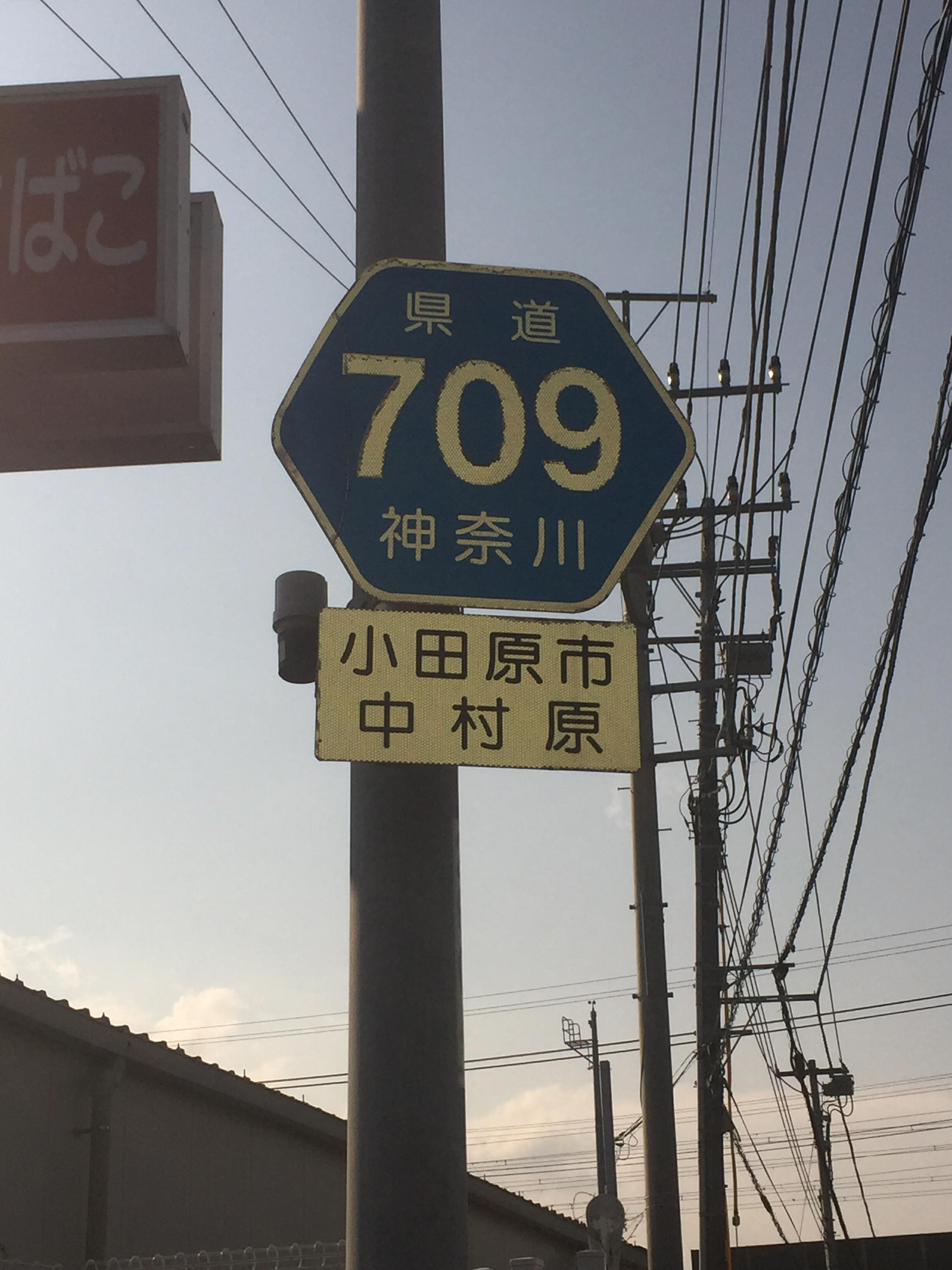
県道番号標示（小田原市中村原）

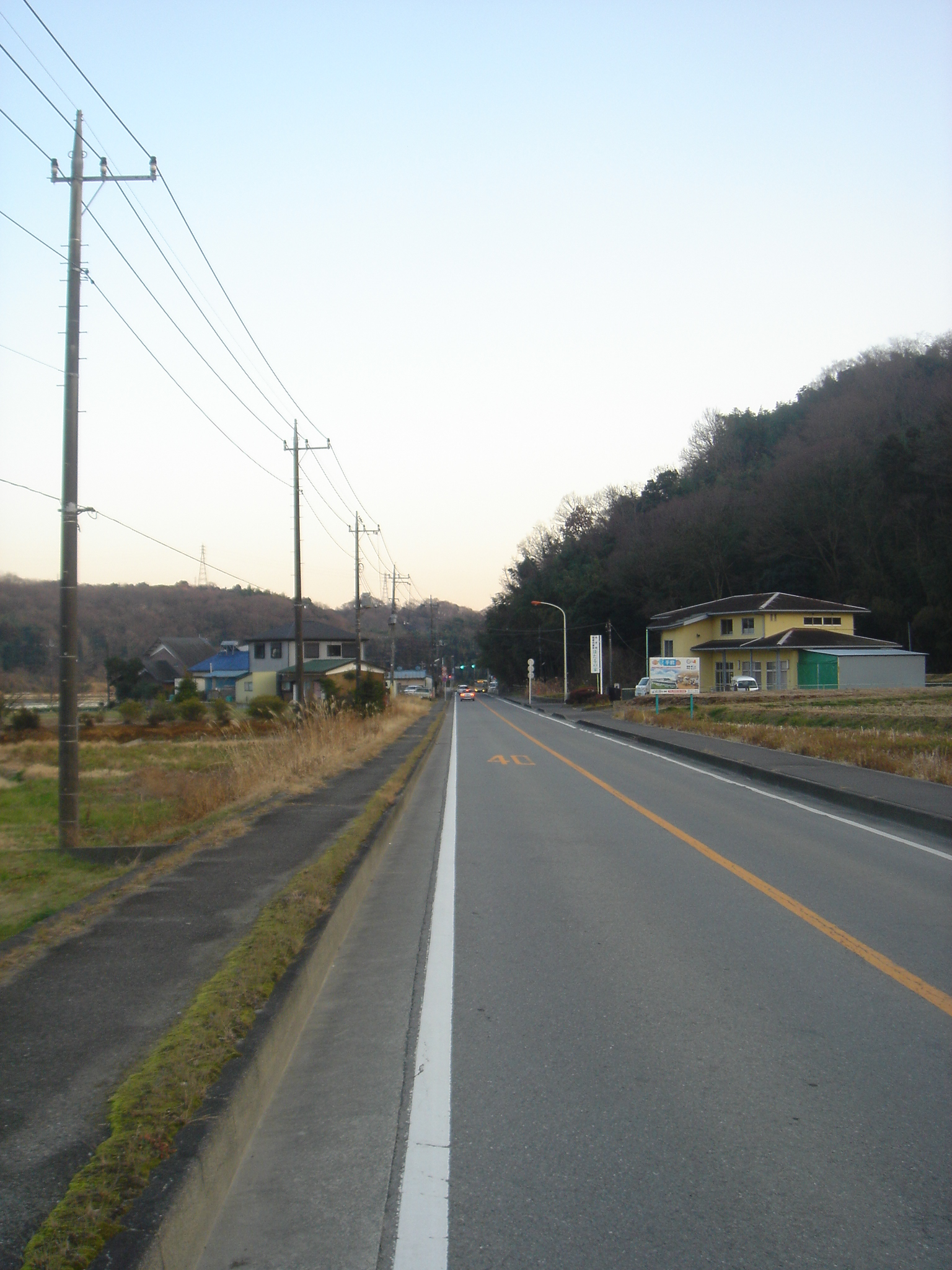
中井町内の神奈川県道709号

神奈川県道709号中井羽根尾線（かながわけんどう709ごう なかいはねおせん）は、神奈川県足柄上郡中井町と小田原市を結ぶ一般県道。終点の交差点では中郡二宮町にも接している。中井町から小田原市東部を流れる二級河川・中村川に沿って内陸部と相模湾岸を結ぶ。

## 概要
- 全長：6.5km
- 起点：足柄上郡中井町雑色 中井町役場入口交差点（神奈川県道77号平塚松田線接続）
- 終点：小田原市羽根尾・中郡二宮町川匂 押切橋交差点（国道1号接続）
- Google マップ

## 地理

### 通過する自治体
- 神奈川県
  - 足柄上郡中井町 - 小田原市 - 中郡二宮町（終点のみ）

### 経路および交差・接続する道路・鉄道路線
- 神奈川県足柄上郡中井町
  - 中井町役場入口交差点（神奈川県道77号平塚松田線）
- 神奈川県小田原市
  - 立体交差（小田原厚木道路）
  - 立体交差（東海道新幹線）
  - 立体交差（東海道本線）
- 神奈川県中郡二宮町（境界）
  - 押切橋交差点（国道1号）

### 周辺の地理・施設
- 中村川
- 中井町立中村小学校
- 小田原市立下中小学校
- 小田原市立橘中学校
- 西湘バイパス橘IC
- 相模湾